# ميكورا جيما
ميكورا جيما (باليابانية: 御蔵島) هي جزيرة يابانية بركانية في بحر الفلبين تقع في أرخبيل جزر إيزو. يبلغ عدد سكانها 351 نسمة و ذلك حسب إحصائيات سنة سبتمبر 2009.